# My Way (Major Harris)
| Recensione | Giudizio |
| ---------- | -------- |
| AllMusic   |          |

My Way è l'album d'esordio del cantautore statunitense Major Harris, pubblicato nel 1975.

## Tracce
1. Each Morning I Wake Up – 3:52
2. Love Won't Let Me Wait – 5:32 (Vinnie Barrett, Bobby Eli)
3. Sweet Tomorrow – 3:47 (Vinnie Barrett, Bobby Eli)
4. Sideshow – 5:09 (Vinnie Barrett, Bobby Eli)
5. Two Wrongs – 3:35
6. Loving You Is Mellow – 4:26 (Terry Collins, Bobby Eli)
7. Just a Thing That I Do – 6:35 (Terry Collins, Bobby Eli)
8. After Loving You – 3:19
9. My Way – 6:13 (Paul Anka, Claude François, Jacques Revaux, Gilles Thibault)